# ماركوس إليس
ماركوس إليس (بالإنجليزية: Marcus Ellis) هو لاعب كرة الريشة بريطاني، ولد في 14 سبتمبر 1989 في هدرسفيلد في المملكة المتحدة.

## وصلات خارجية
- ماركوس إليس على موقع BWF.tournamentsoftware.com (الإنجليزية)
- ماركوس إليس على موقع BWFbadminton.com (الإنجليزية)
- ماركوس إليس على موقع اللجنة الأولمبية الدولية (الإنجليزية)
- ماركوس إليس على موقع أوليمبيديا (الإنجليزية)
- ماركوس إليس على موقع اللجنة الأولمبية البريطانية (الإنجليزية)